# Best (Països Baixos)
Best és un municipi de la província del Brabant del Nord, al sud dels Països Baixos. L'1 de gener del 2009 tenia 28.978 habitants repartits sobre una superfície de 35,12 km² (dels quals 0,81 km² corresponen a aigua). Limita al nord amb Boxtel i Sint-Oedenrode, a l'oest amb Oirschot, a l'est amb Son en Breugel i al sud amb Eindhoven.

## Centres de població
Aarle, Driehoek (plaats), Mosselaar, Verrenbest, Vleut, Wilhelminadorp (Best), Batadorp i Kantonier.

## Ajuntament
- CDA - 5 regidors
- PvdA - 5 regidors
- Best Open - 4 regidors
- VVD - 3 regidors
- Jongerenpartij JO - 2 regidors
- PBB - 1 regidor
- D66 - 1 regidor